# اتفاقية فيينا لقانون المعاهدات

-بالاخضر الدول التي وقعت وصادقت على الإتفاقية.-بالأصفر دول وقعت على الإتفاقية ولم تصدق عليها.-بالأحمر دول لم توقع و لم تصادق هي الإتفاقية.

اتفاقية فيينا لقانون المعاهدات (VCLT) هي اتفاقية دولية تنظم المعاهدات بين الدول.  تعرف باسم «معاهدة المعاهدات»، وهي تضع قواعد وإجراءات ومبادئ توجيهية شاملة لكيفية تعريف المعاهدات وصياغتها وتعديلها وتفسيرها وتشغيلها بشكل عام.  المعاهدة الدولية هي اتفاق مكتوب بين أشخاص القانون الدولي يعكس موافقتهم على إنشاء حقوقهم والتزاماتهم أو تغييرها أو إنهائها.  ويعتبر قانون فيينا لقانون المعاهدات تدوينا للقانون الدولي العرفي وممارسات الدول فيما يتعلق بالمعاهدات.
تم اعتماد الاتفاقية وفتح باب التوقيع عليها في 23 مايو 1969، ودخلت حيز النفاذ في 27 يناير 1980.  صدقت عليها 116 دولة اعتبارا من يناير/كانون الثاني 2018.  وتعترف بعض الأطراف غير المصدقة، مثل الولايات المتحدة، بأجزاء منه كإعادة صياغة للقانون الدولي العرفي وملزمة لها على هذا النحو.
وتعتبر اتفاقية فيينا لقانون المعاهدات واحدة من أهم الصكوك في قانون المعاهدات وتظل دليلا ذا حجية في المنازعات المتعلقة بتفسير المعاهدات.

## التاريخ
وقد صاغت لجنة القانون الدولي التابعة للأمم المتحدة اتفاقية فيينا لقانون المعاهدات التي بدأت العمل على الاتفاقية في عام 1949.  وخلال 20 عاما من الإعداد، أعد المقررون الخاصون للجنة القانون الدولي عدة مسودات لصيغ الاتفاقية وتعليقاتها، وضموا علماء القانون الدولي البارزين جيمس بريرلي، وهيرش لوترباخت، وجيرالد فيتزموريس، وهمفري والدوك.
وفي عام 1966، اعتمدت لجنة القانون الدولي 75 مشروع مادة، شكلت الأساس لعملها النهائي.  وعلى مدى دورتين في عامي 1968 و1969، أكمل مؤتمر فيينا الاتفاقية، التي اعتمدت في 22 مايو/أيار 1969 وفتح باب التوقيع عليها في اليوم التالي.

## المحتوى والتأثير
وتقنن الاتفاقية العديد من الركائز الأساسية للقانون الدولي المعاصر. وهو يعرف المعاهدة بأنها «اتفاق دولي يبرم بين الدول في شكل مكتوب ويحكمه القانون الدولي» ويؤكد أن «كل دولة تمتلك القدرة على إبرام المعاهدات». وتقصر المادة 1 تطبيق الاتفاقية على المعاهدات المكتوبة بين الدول، باستثناء المعاهدات المبرمة بين الدول والمنظمات الدولية أو المنظمات الدولية نفسها. وتعرف المادة 26 العقد شريعة المتعاقدين، وتعلن المادة 53 القاعدة الآمرة، وتعلن المادة 62 التغيير الأساسي للظروف.
يشار إلى الاتفاقية باسم «معاهدة المعاهدات» ومعترف بها على نطاق واسع باعتبارها الدليل الرسمي فيما يتعلق بتشكيل المعاهدات وآثارها. وحتى البلدان التي لم تصدق عليه تعترف بأهميته. فعلى سبيل المثال، تعترف الولايات المتحدة بأن أجزاء من الاتفاقية تشكل قانونا عرفيا ملزما لجميع الدول.  كما اعترفت المحكمة العليا في الهند بالوضع العرفي للاتفاقية.

## النطاق
ولا تنطبق الاتفاقية إلا على المعاهدات التي جاءت بعد صدورها وعلى المعاهدات المبرمة بين الدول، ومن ثم فهي لا تحكم الاتفاقات المبرمة بين الدول والمنظمات الدولية أو بين المنظمات الدولية نفسها، ولكن إذا كانت أي من قواعدها ملزمة بشكل مستقل لهذه المنظمات، فإنها تظل كذلك.  وينطبق اتفاقية فيينا لقانون المعاهدات على المعاهدات المبرمة بين الدول داخل منظمة حكومية دولية.
غير أن الاتفاقات المبرمة بين الدول والمنظمات الدولية أو بين المنظمات الدولية نفسها تحكمها اتفاقية فيينا لقانون المعاهدات المبرمة بين الدول والمنظمات الدولية لعام 1986 أو فيما بين المنظمات الدولية إذا دخلت حيز النفاذ. وعلاوة على ذلك، في المعاهدات المبرمة بين الدول والمنظمات الدولية، لا تزال أحكام الاتفاقية سارية بين الدول الأعضاء.  ولا تنطبق الاتفاقية على الاتفاقات غير المكتوبة.

## الأطراف في الاتفاقية
المقالة الرئيسية: قائمة الأطراف في اتفاقية فيينا لقانون المعاهدات
اعتبارا من يناير/كانون الثاني 2018، كانت هناك 116 دولة طرفا صدقت على الاتفاقية، ووقعت 15 دولة أخرى على الاتفاقية لكنها لم تصدق عليها.  بالإضافة إلى ذلك، وقعت جمهورية الصين (تايوان)، التي تعترف بها حاليا 13 دولة عضوا فقط في الأمم المتحدة، على الاتفاقية في عام 1970 قبل تصويت الجمعية العامة للأمم المتحدة عام 1971 لنقل مقعد الصين إلى جمهورية الصين الشعبية، التي انضمت لاحقا إلى الاتفاقية.  هناك 66 دولة عضو في الأمم المتحدة لم توقع أو تصدق على الاتفاقية.

## صيغة فيينا

### التوقيع والتصديق والانضمام
وتتضمن المعاهدات والاتفاقيات الدولية قواعد بشأن الكيانات التي يمكن أن توقع عليها أو تصدق عليها أو تنضم إليها. تقتصر بعض المعاهدات على الدول الأعضاء في الأمم المتحدة أو الأطراف في النظام الأساسي لمحكمة العدل الدولية. وفي حالات نادرة، توجد قائمة صريحة بالكيانات التي تقتصر عليها المعاهدة. والأكثر شيوعا، أن هدف الدول المتفاوضة[14] (التي ينتهي معظمها أو جميعها عادة إلى أن تصبح الموقعة المؤسسة) هو أن المعاهدة لا تقتصر على دول معينة، وبالتالي يتم استخدام صياغة مثل «هذه المعاهدة مفتوحة للتوقيع للدول الراغبة في قبول أحكامها» («صيغة جميع الدول»).
وفي حالة المنظمات الإقليمية، مثل مجلس أوروبا أو منظمة الدول الأمريكية، فإن مجموعة الدول المتفاوضة التي بمجرد الاتفاق عليها قد توقع وتصدق على المعاهدة عادة ما تقتصر على الدول الأعضاء فيها، ويمكن للدول غير الأعضاء الانضمام إليها لاحقا.  ومع ذلك، في بعض الأحيان قد تتم دعوة مجموعة محددة من الدول غير الأعضاء أو الجهات الفاعلة من غير الدول للانضمام إلى المفاوضات. فعلى سبيل المثال، دعا مجلس أوروبا «الدول غير الأعضاء» كندا والكرسي الرسولي (مدينة الفاتيكان) واليابان والمكسيك والولايات المتحدة إلى «المشاركة في صياغة» اتفاقية إسطنبول لعام 2011 وسمح على وجه التحديد للاتحاد الأوروبي (الذي يوصف بأنه «منظمة دولية» وليس «دولة») بالتوقيع والتصديق على الاتفاقية، بدلا من الانضمام إليها، ولم يسمح ل «الدول الأخرى غير الأعضاء» إلا بالانضمام. [
إن فعل التوقيع والتصديق على معاهدة كدولة متفاوضة له نفس تأثير فعل الانضمام إلى معاهدة (أو «الانضمام إلى معاهدة») من قبل دولة لم تشارك في التفاوض بشأنها.  عادة ما لا يحدث الانضمام إلا بعد دخول المعاهدة حيز النفاذ، لكن الأمين العام للأمم المتحدة يقبل أحيانا الانضمام حتى قبل دخول المعاهدة حيز النفاذ.  الجانب السلبي الوحيد لعدم كونها دولة تفاوضية هو أنه ليس لها أي تأثير على محتويات المعاهدة، ولكن لا يزال يسمح لها بإعلان تحفظات فيما يتعلق بأحكام محددة من المعاهدة يرغب المرء في الانضمام إليها (المادة 19).

### سؤال الدولة
وعندما تكون المعاهدة مفتوحة أمام «الدول»، قد يكون من الصعب أو المستحيل على سلطة الوديع تحديد الكيانات التي هي دول. وإذا اقتصرت المعاهدة على أعضاء الأمم المتحدة أو الأطراف في النظام الأساسي لمحكمة العدل الدولية، فلا يوجد أي غموض. بيد أنه حدثت صعوبة فيما يتعلق بإمكانية المشاركة في المعاهدات عندما لا يتسنى قبول الكيانات التي بدت بخلاف ذلك دولا في الأمم المتحدة أو أن تصبح أطرافا في النظام الأساسي لمحكمة العدل الدولية بسبب معارضة عضو دائم في مجلس الأمن لأسباب سياسية أو لم تتقدم بطلب للحصول على عضوية محكمة العدل الدولية أو الأمم المتحدة. وبما أن هذه الصعوبة لم تنشأ فيما يتعلق بالعضوية في الوكالات المتخصصة، التي لا يوجد بشأنها إجراء «حق النقض»، فقد أصبح عدد من تلك الدول أعضاء في الوكالات المتخصصة، ومن ثم اعترف بها المجتمع الدولي في جوهرها كدول. وبناء على ذلك، وبغية إتاحة المشاركة على أوسع نطاق ممكن، ينص عدد من الاتفاقيات على أنها مفتوحة أيضا لمشاركة الدول الأعضاء في الوكالات المتخصصة. وأطلق على نوع شرط بدء النفاذ المستخدم في اتفاقية فيينا لقانون المعاهدات فيما بعد اسم «صيغة فيينا»، واستخدمت صياغته في مختلف المعاهدات والاتفاقيات والمنظمات.

وتتضمن بعض المعاهدات التي تستخدمها أحكاما تنص على أنه بالإضافة إلى هذه الدول، يمكن لأي دولة أخرى تدعوها سلطة أو منظمة محددة (عادة ما تكون الجمعية العامة للأمم المتحدة[بحاجة لمصدر] أو مؤسسة أنشأتها المعاهدة المعنية) أن تشارك أيضا، مما يجعل نطاق الموقعين المحتملين أوسع نطاقا.
يفتح باب التوقيع على هذه الاتفاقية أمام جميع الدول الأعضاء في الأمم المتحدة أو في أي من الوكالات المتخصصة أو الوكالة الدولية للطاقة الذرية أو الأطراف في النظام الأساسي لمحكمة العدل الدولية، وأمام أي دولة أخرى تدعوها الجمعية العامة للأمم المتحدة إلى أن تصبح طرفا في الاتفاقية، على النحو التالي: حتى 30 تشرين الثاني/نوفمبر 1969، في الوزارة الاتحادية للشؤون الخارجية لجمهورية النمسا، وبعد ذلك، حتى 30 نيسان/أبريل 1970، في مقر الأمم المتحدة، نيويورك. 

## تفسير المعاهدات
وتنطوي المواد 31-33 من اتفاقية فيينا لقانون المعاهدات على مبادئ لتفسير الاتفاقيات والمعاهدات وما إلى ذلك. وهذه المبادئ معترف بها على أنها تمثل القانون الدولي العرفي، على سبيل المثال من قبل لجنة القانون الدولي.
وينبغي استخدام المبادئ التفسيرية المدونة في المادة 31 قبل تطبيق مبادئ المادة 32، التي تنص صراحة على أنها توفر وسائل تكميلية للتفسير.
كما طبقت محكمة العدل الأوروبية الأحكام التفسيرية ل VCLT في قضايا مختلفة، بما في ذلك قضية ملكة البوسفور (2018)، التي فسرت فيها المحكمة مدى مصطلح «أي موارد» في المادة 220 (6) من اتفاقية الأمم المتحدة لقانون البحار.
غالبا ما يتم الاعتماد على VCLT في قضايا التحكيم الاستثماري.